# Windsor Beauties

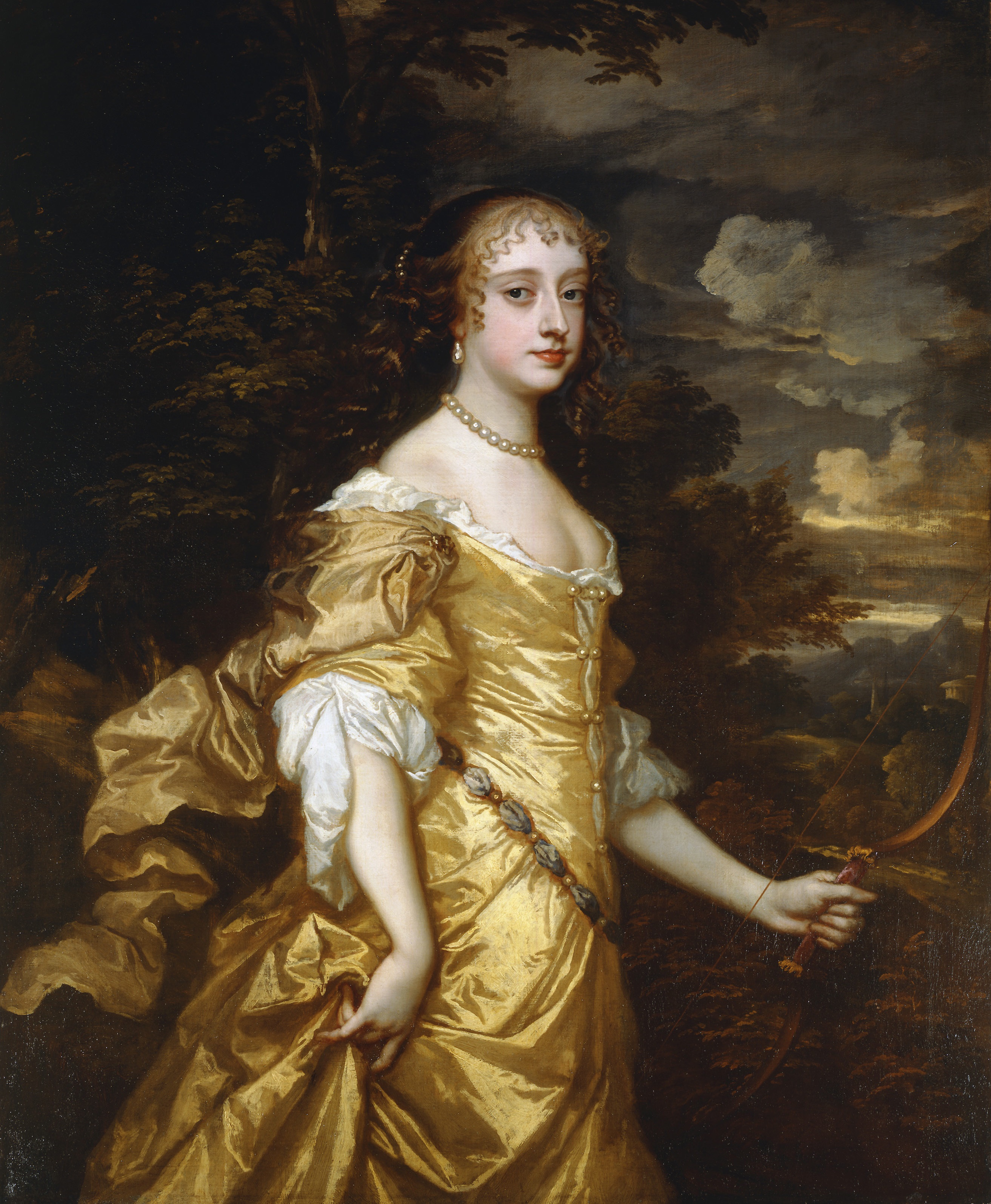
Frances Stewart, målad före 1662.

Windsor Beauties är en samling på tio eller elva tavlor målade av Peter Lely under 1660-talet, föreställande kvinnor ur Karl II av Englands hov. De beställdes av kungens svägerska Anne Hyde, som är en av modellerna. Tavlorna fick sitt namn för att de ursprungligen hängde i Windsor Castle, där de nämns 1668. Från senast 1835 och framåt har de ställts ut på Hampton Court Palace.

## Avbildade
- Anne Hyde, målad runt 1662[3]
- Frances Stewart, målad före 1662[1][4]
- Elizabeth Hamilton, målad 1663[5]
- Jane Myddelton, målad 1663–1665[6]
- Margaret, Lady Denham, målad 1663–1665[7]
- Frances, Lady Whitmore, målad 1665[8]
- Mary Bagot, målad 1664–1665[9]
- Henrietta Hyde, målad 1665[10]
- Barbara Palmer, hertiginna av Cleveland, målad 1663–1665
- Anne Spencer, målad före 1666[11]
- Elizabeth Wriothesley, målad 1665–1669[12]
- Emilia Butler
- Henrietta av England, målad 1662

Anne Hyde brukar inte räknas till listan över "Windsor Beauties", men avporträtterades också som del av serien.

## Galleri

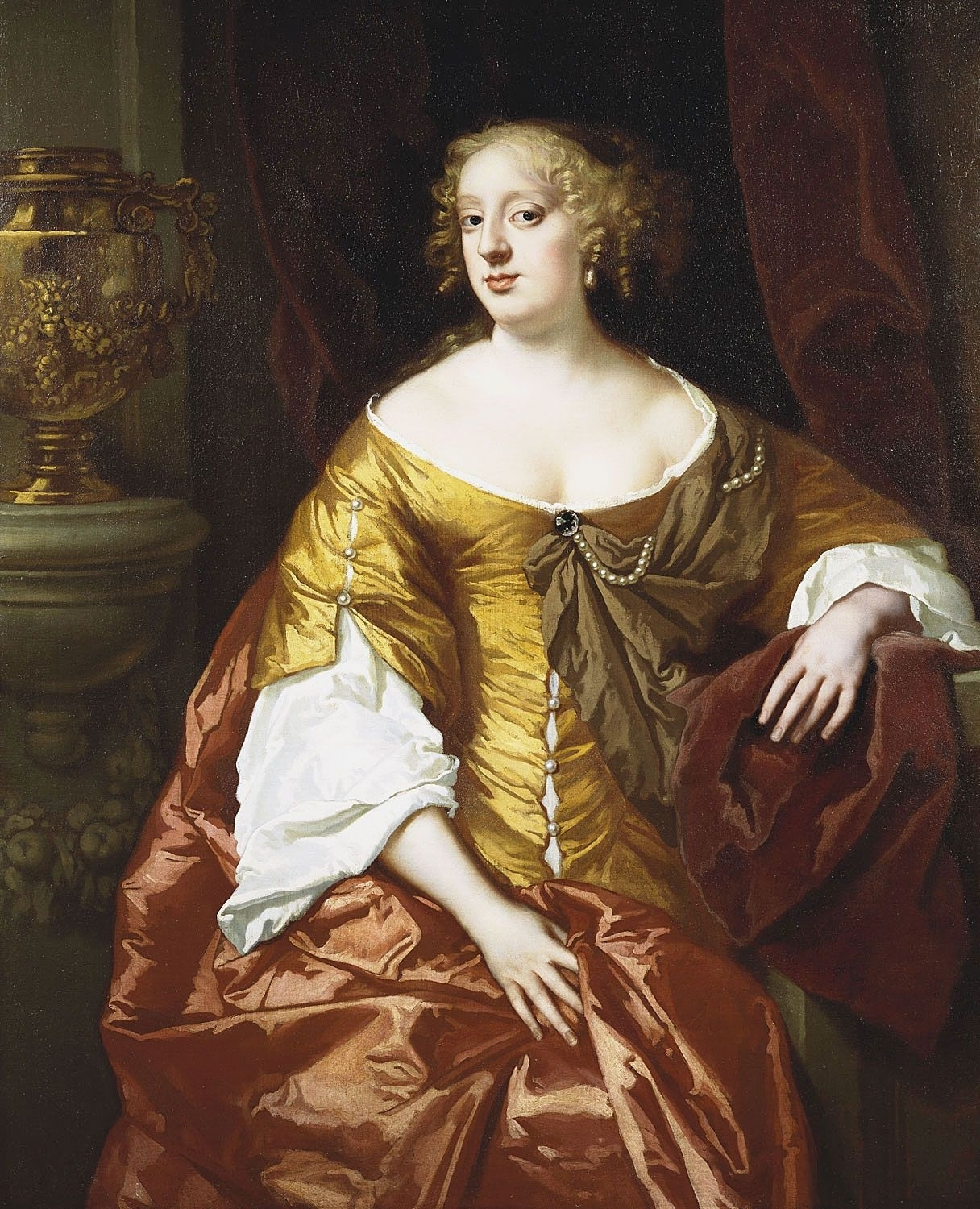
Anne Spencer, målad av Peter Lely på 1660-talet.
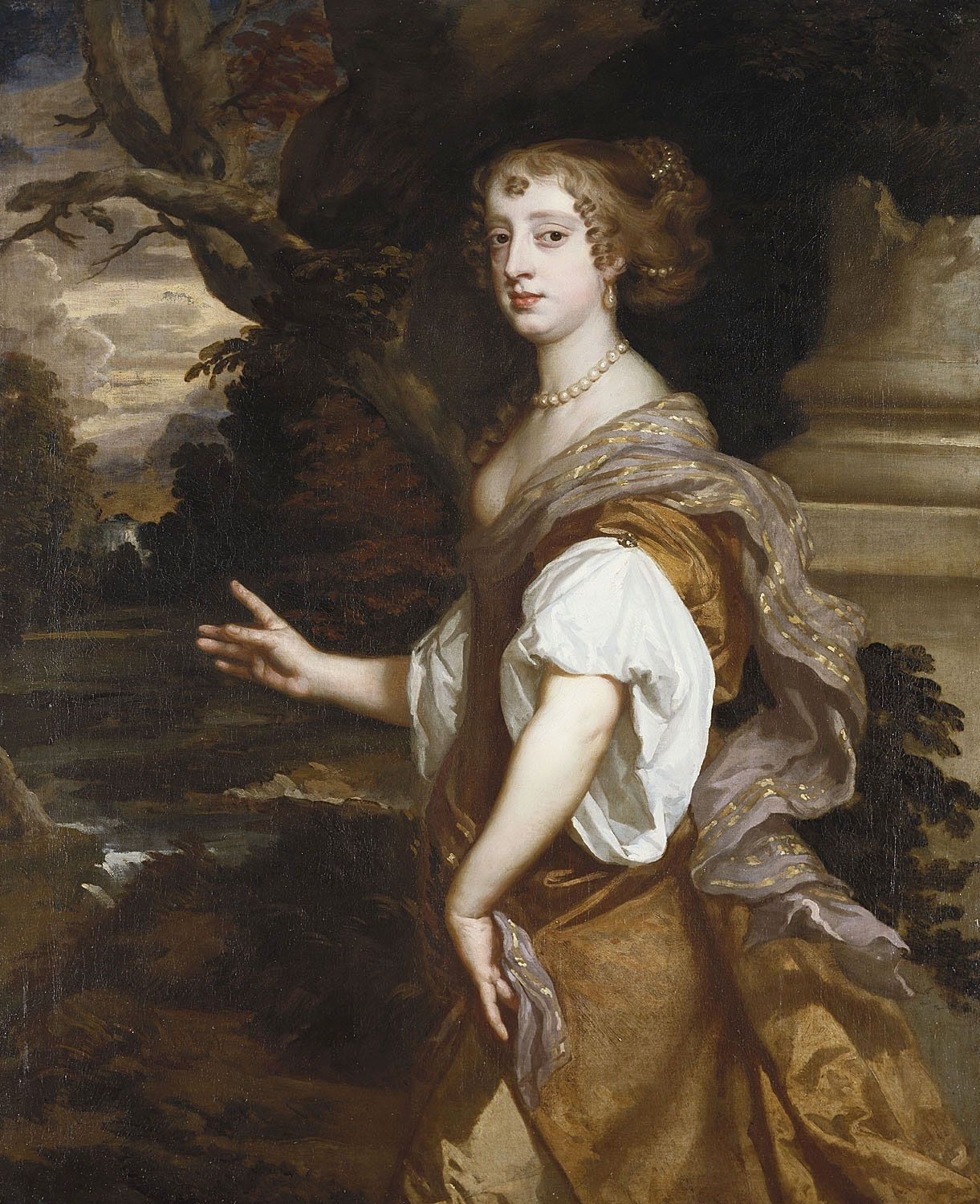
Elizabeth Wriothesley.
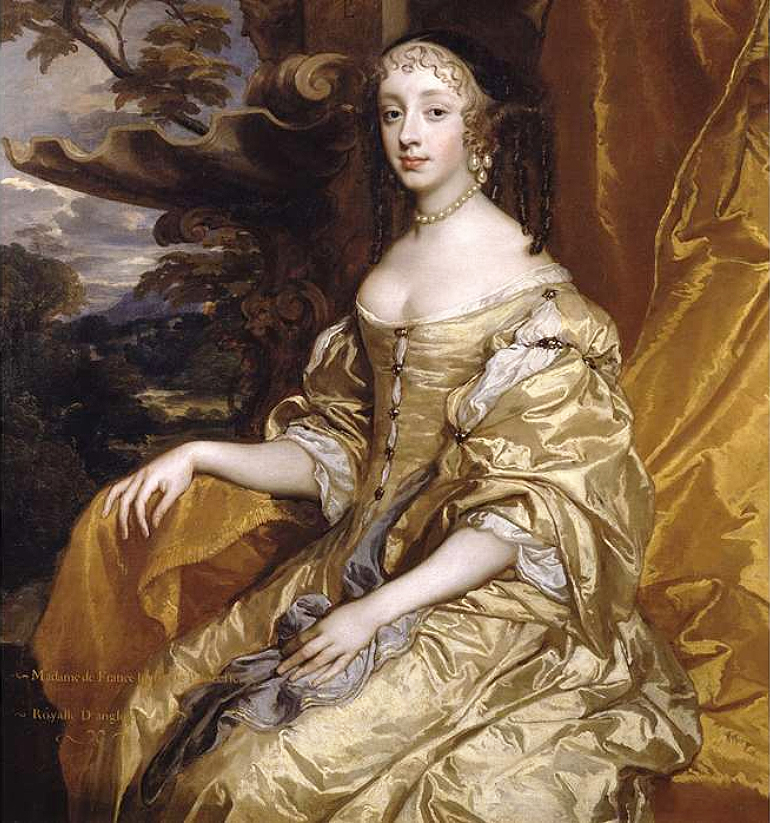
Henrietta av England, målad 1662.
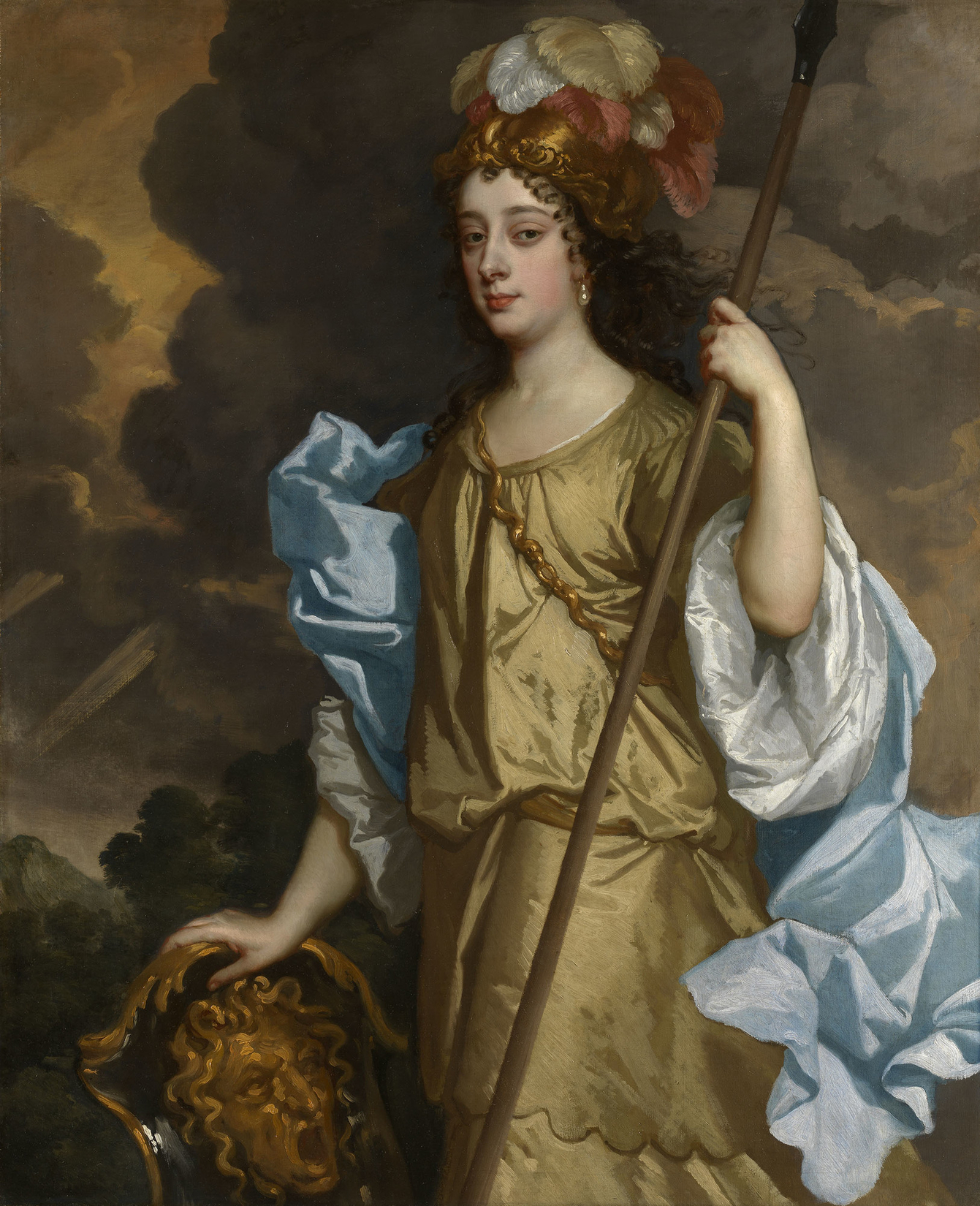
Barbara Villiers som gudinnan Minerva, målad 1663–1665.
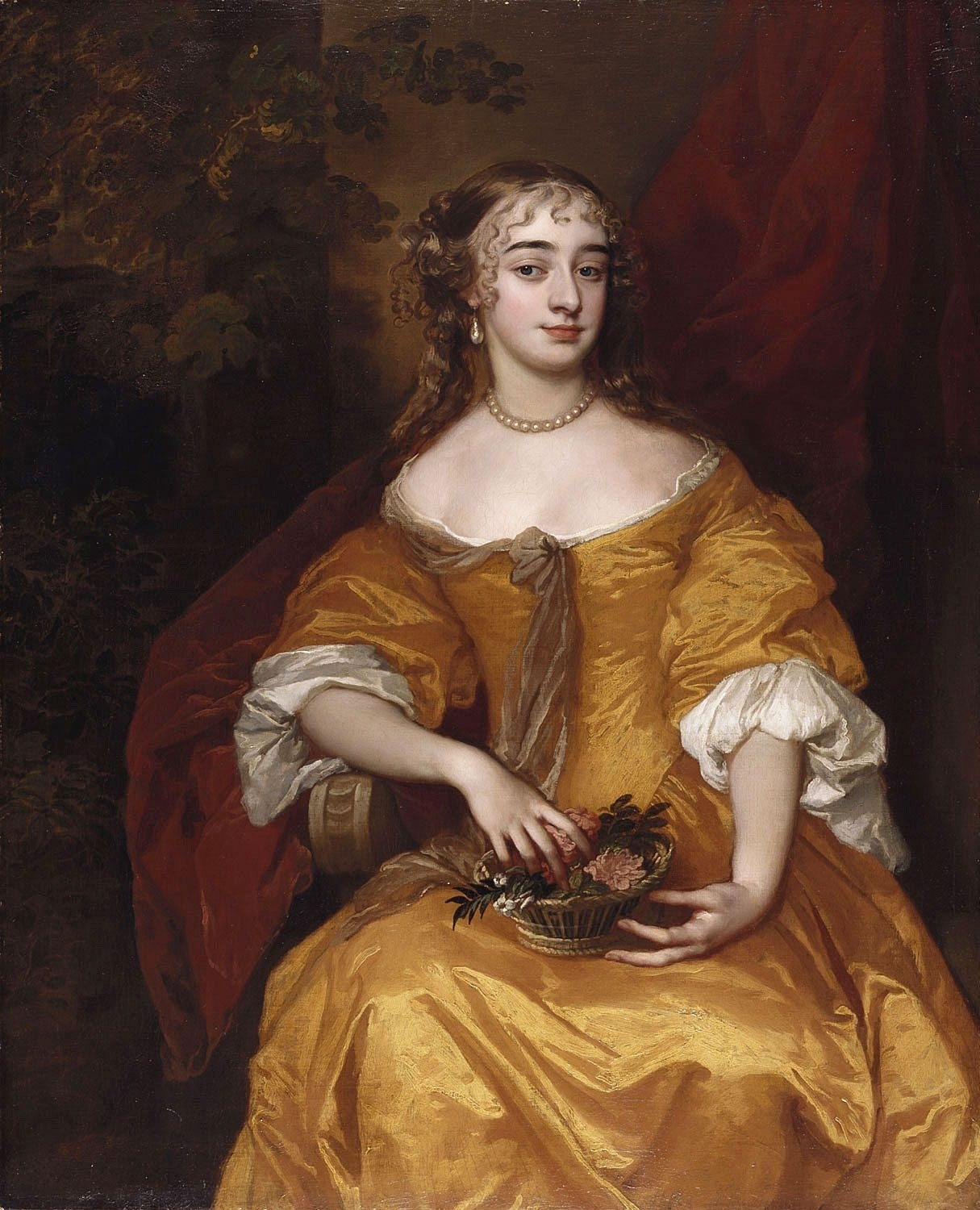
Margaret Brooke, Lady Denhamn, målad 1663–1665.
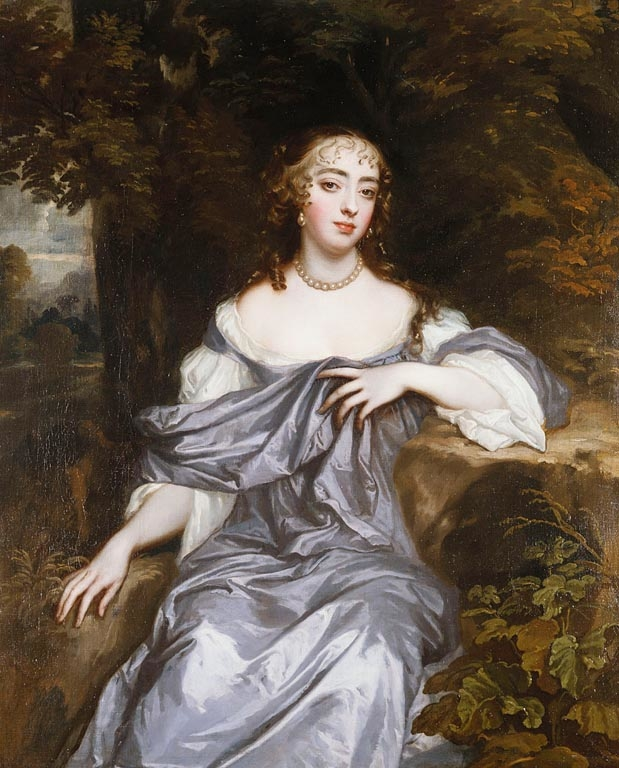
Frances Brooke, Lady Whitmore, målad 1665.